# سه کام حبس
سه کام حبس فیلم درام اجتماعی ایرانی به نویسندگی و کارگردانی سامان سالور و تهیه‌کنندگی ساسان سالور محصول سال ۱۳۹۸ است. پریناز ایزدیار، محسن تنابنده و سمیرا حسن‌پور بازیگران اصلی آن هستند. سه کام حبس نخستین بار در سی و هشتمین دوره جشنواره فیلم فجر به نمایش درآمد و نامزد دریافت چهار جایزه شد و پس از سه سال در ۳۰ فروردین ۱۴۰۲ اکران عمومی شد و توانست عنوان «پرفروش‌ترین فیلم غیرکمدی سال ۱۴۰۲» را از آن خود کند. این فیلم با بیش از ده حضور بین‌المللی و دریافت جوایز مختلف از جشنواره‌های معتبر جهانی، مورد توجه قرار گرفت.

## داستان
نسیم (پریناز ایزدیار) و مجتبی (محسن تنابنده) زوج جوانی هستند که تازه صاحب فرزند شده‌اند و در جنوب تهران زندگی خوب و ساده ای دارند. مجتبی ظروف پلاستیکی یکبارمصرف می‌فروشد و نسیم عروسک درست می‌کند و ترشی خانگی تهیه می‌کند. یک روز مجتبی تصادف می‌کند و نسیم تمام تلاش خود را برای نجات خانواده اش در غیاب او انجام می‌دهد، اما وقتی می‌فهمد شوهر محبوبش در واقع برای تهیه پول، موادمخدر خرید و فروش می‌کند و بیش از یک سال است که کار خود را از دست داده، همه چیز تغییر می‌کند. مجتبی مقدار زیادی پول به ارباب موادمخدر بدهکار است. نسیم در شرایط دشواری قرار می‌گیرد، برای نجات همسرش چاره ای نیست جز اینکه خود باقیمانده مواد را بفروشد و در کمترین زمان به یک قاچاقچی تبدیل شود.

## بازیگران
| بازیگر         | نقش           | منبع   |
| -------------- | ------------- | ------ |
| پریناز ایزدیار | نسیم          | [ ۱۲ ] |
| محسن تنابنده   | مجتبی         | [ ۱۲ ] |
| سمیرا حسن‌پور   | فریبا         | [ ۱۲ ] |
| متین ستوده     | سماوات        | [ ۱۲ ] |
| مریم بوبانی    | خانم اردهالی  | [ ۱۲ ] |
| یدالله شادمانی | لوله‌کش        | [ ۱۲ ] |
| محمود نظرعلیان | صاحب کار نسیم | [ ۱۲ ] |
| علیرضا مهران   | قاچاقچی       | [ ۱۲ ] |
| محمد اشکان فر  |               | [ ۱۲ ] |

## انتشار
سه کام حبس نخستین بار در اولین روز سی و هشتمین دوره جشنواره فیلم فجر به نمایش درآمد. در تاریخ ۱۴ مرداد ۱۳۹۹ فهرست متقاضیان «پروانه نمایش» از سوی بنیاد سینمایی فارابی منتشر شد و با وجود گذشت مدت‌ها از زمان ساخت سه کام حبس، پروانه نمایش آن صادر نشد. سرانجام در تاریخ ۱۱ دی ۱۳۹۹ پروانه نمایش این فیلم تأیید و صادر شد. به گفته سامان سالور کارگردان فیلم، سه کام حبس برای «اکران دوم نوروزی ۱۴۰۰» در نظر گرفته شده بود اما به دلیل تعطیلی سینماها به دلیل کرونا این امر میسر نشد، همچنین عنوان کرد این فیلم مناسب «اکران آنلاین» نیست و با وجود تبعیض‌ها و ناعدالتی‌ها با «فیلم‌های مستقل» همچنان در صف اکران هستیم. سرانجام در دومین جلسه شورای صنفی نمایش که در ۲۰ فروردین ۱۴۰۲ برگزار شد، مقرر شد تا سه کام حبس پس از سه سال انتظار در تاریخ ۳۰ فروردین ۱۴۰۲ در سینماها اکران شود.

## بازخورد

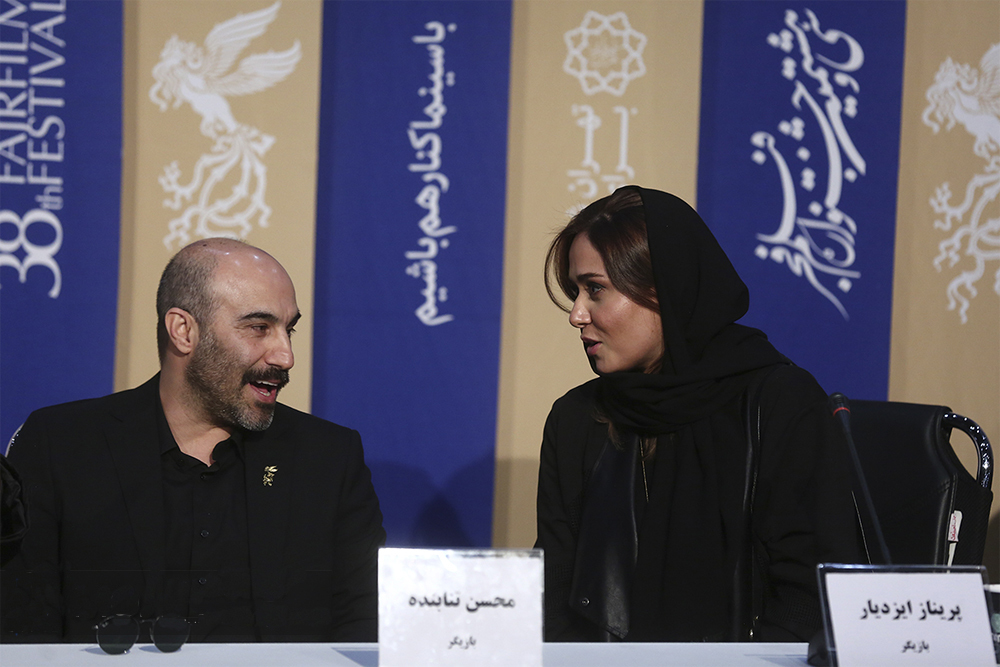
پریناز ایزدیار و محسن تنابنده در نشست خبری فیلم در سی و هشتمین دوره جشنواره فیلم فجر

سه کام حبس در هفته اول اکران، بیش از ۳ میلیارد تومان فروش داشت و پرفروش‌ترین فیلم اجتماعی هفته لقب گرفت. در تاریخ ۵ اردیبهشت ۱۴۰۲، شلوغ‌ترین روز سینما در سه سال اخیر و پس از کرونا ثبت شد و سه کام حبس با ۱۵۰۰۰ مخاطب پرفروش‌ترین فیلم اجتماعی را به ثبت رساند. یک ماه پس از شروع اکران، سه کام حبس با کنار زدن فیلم‌های اکران نوروز و عیدفطر سال ۱۴۰۲ به عنوان دومین فیلم پرفروش بهار ۱۴۰۲ بعد از فیلم کمدی فسیل و پرفروش‌ترین فیلم اجتماعی بهار ۱۴۰۲ برگزیده شد. «سه کام حبس» از چهارشنبه ۲۲ شهریور ماه به‌طور اختصاصی در بخش «سینما آنلاین» پلتفرم فیلم‌نت اکران آنلاین شد و در ۴ روز نخست اکران خود با استقبال مخاطبان مواجه شد و به ۲ میلیارد فروش رسید.

## پخش

### اکران‌ها و حضور در جشنواره‌ها
سه کام حبس نخستین بار در سی و هشتمین دوره جشنواره فیلم فجر به نمایش درآمد و نامزد دریافت چهار جایزه بهترین نقش اول زن، بهترین نقش مکمل زن، بهترین چهره‌پردازی و بهترین فیلمبرداری شد.
سه کام حبس با بیش از ده حضور بین‌المللی در «جشنواره‌های معتبر جهانی» همچون جشنواره بین‌المللی فیلم هند، جشنواره فیلم‌های ایرانی استرالیا، جشنواره فیلم بین‌المللی پزارو، جشنواره فیلم هارتلند آمریکا، جشنواره فیلم میلان ایتالیا، جشنواره فیلم پیشگام چین، جشنواره فیلم‌های ایرانی فرانسه، جشنواره سلیمانیه عراق و… موفق به دریافت بیش از شش جایزه بین‌المللی در بخش‌های مختلف شد.

### اکران داخلی
| سال  | رویداد                                 | بخش جشنواره/نوع اکران | تاریخ اکران      | منبع   |
| ---- | -------------------------------------- | --------------------- | ---------------- | ------ |
| ۱۳۹۸ | سی و هشتمین دوره جشنواره فیلم فجر      | سودای سیمرغ           | ۱۲ بهمن ماه ۱۳۹۸ | [ ۲۰ ] |
| ۱۴۰۱ | انجمن منتقدان و نویسندگان سینمای ایران | بخش فنی               | ۸ اردیبهشت ۱۴۰۱  | [ ۲۱ ] |
| ۱۴۰۲ | اکران عمومی                            | گسترده                | ۳۰ فروردین ۱۴۰۲  | [ ۹ ]  |
| ۱۴۰۲ | بیست و دومین جشن حافظ                  | بخش مسابقه            | مهر ۱۴۰۲         | [ ۲۲ ] |

### اکران بین‌المللی
| سال  | کشور     | رویداد                                               | بخش جشنواره/نوع اکران | تاریخ اکران     | منبع   |
| ---- | -------- | ---------------------------------------------------- | --------------------- | --------------- | ------ |
| ۲۰۲۱ | هند      | پنجاه و یکمین دوره جشنواره بین‌المللی گواه هند        | چشم‌انداز سینمای دنیا  | ۱۶ ژانویه ۲۰۲۱  | [ ۲۳ ] |
| ۲۰۲۱ | آمریکا   | سی امین دوره جشنواره فیلم هارتلند آمریکا             | مسابقه                | ۷ اکتبر ۲۰۲۱    | [ ۲ ]  |
| ۲۰۲۱ | عراق     | جشنواره سلیمانیه عراق                                | اصلی                  | ۲۵ دسامبر ۲۰۲۱  | [ ۲۴ ] |
| ۲۰۲۱ | چین      | چهارمین دوره جشنواره فیلم پیشگام چین                 | مسابقه                | ۱۲ نوامبر ۲۰۲۱  | [ ۲۵ ] |
| ۲۰۲۱ | فرانسه   | جشنواره فیلم‌های ایرانی فرانسه                        | تصاویر جدید از ایران  | ۱۴ نوامبر ۲۰۲۱  | [ ۲۵ ] |
| ۲۰۲۲ | ایتالیا  | جشنواره فیلم بین‌المللی پزارو                         | فیلم‌های پلیسی         | ۱۸ سپتامبر ۲۰۲۲ | [ ۶ ]  |
| ۲۰۲۲ | استرالیا | جشنواره فیلم‌های ایرانی استرالیا                      | اصلی                  | ۲۰ ژوئیه ۲۰۲۲   | [ ۲۶ ] |
| ۲۰۲۲ | ایتالیا  | بیست و نهمین دوره جشنواره فیلم‌های زنان میلان ایتالیا | بخش مسابقه            | ۱۰ می ۲۰۲۲      | [ ۷ ]  |

## جوایز و نامزدی‌ها
| سال  | جشنواره                                                   | قسمت                      | نامزد          | نتیجه    | منبع   |
| ---- | --------------------------------------------------------- | ------------------------- | -------------- | -------- | ------ |
| ۱۳۹۸ | سی و هشتمین جشنواره فیلم فجر                              | بهترین نقش اول زن         | پریناز ایزدیار | نامزدشده | [ ۸ ]  |
| ۱۳۹۸ | سی و هشتمین جشنواره فیلم فجر                              | بهترین نقش مکمل زن        | سمیرا حسن‌پور   | نامزدشده | [ ۸ ]  |
| ۱۳۹۸ | سی و هشتمین جشنواره فیلم فجر                              | بهترین فیلمبرداری         | مسعود سلامی    | نامزدشده | [ ۸ ]  |
| ۱۳۹۸ | سی و هشتمین جشنواره فیلم فجر                              | بهترین چهره‌پردازی         | ایمان امیدواری | نامزدشده | [ ۸ ]  |
| ۱۴۰۰ | جشنواره سلیمانیه عراق                                     | بهترین بازیگر نقش اول مرد | محسن تنابنده   | برنده    | [ ۲۷ ] |
| ۱۴۰۱ | جشنواره فیلم‌های ایرانی استرالیا                           | بهترین بازیگر زن          | سمیرا حسن‌پور   | برنده    | [ ۲۸ ] |
| ۱۴۰۱ | انجمن منتقدان و نویسندگان سینمای ایران                    | بهترین فیلم‌برداری         | مسعود سلامی    | نامزدشده | [ ۲۱ ] |
| ۱۴۰۱ | جشنواره فیلم بین‌المللی پزارو(IPAAF)                       | بهترین فیلم               | ساسان سالور    | برنده    | [ ۱۱ ] |
| ۱۴۰۱ | جشنواره فیلم بین‌المللی پزارو(IPAAF)                       | بهترین فیلمنامه           | سامان سالور    | برنده    | [ ۱۱ ] |
| ۱۴۰۱ | جشنواره فیلم بین‌المللی پزارو(IPAAF)                       | بهترین بازیگر نقش اول زن  | پریناز ایزدیار | برنده    | [ ۱۱ ] |
| ۱۴۰۱ | جشنواره فیلم پیشگام چین                                   | بهترین فیلم               | سامان سالور    | برنده    | [ ۲۹ ] |
| ۱۴۰۲ | بیست و دومین جشن حافظ                                     | بهترین فیلم‌برداری         | مسعود سلامی    | نامزدشده | [ ۲۲ ] |
| ۱۴۰۲ | بیست و دومین جشن حافظ                                     | بهترین بازیگر مرد         | محسن تنابنده   | نامزدشده | [ ۲۲ ] |
| ۱۴۰۲ | بیست و دومین جشن حافظ                                     | بهترین بازیگر زن          | سمیرا حسن‌پور   | نامزدشده | [ ۲۲ ] |
| ۱۴۰۲ | چهل و دومین دوره جشنواره بین‌المللی فیلم فجر (بخش تبلیغات) | بهترین عکس                | محمد بدرلو     | برنده    | [ ۳۰ ] |
| ۱۴۰۲ | چهل و دومین دوره جشنواره بین‌المللی فیلم فجر (بخش تبلیغات) | بهترین پوستر              | محمد بدرلو     | نامزدشده | [ ۳۰ ] |